# Абазівська сільська рада
Абазівська сільська рада — колишній орган місцевого самоврядування у Полтавському районі Полтавської області з центром у селі Абазівка.

## Населені пункти
Сільраді були підпорядковані населені пункти:
- c. Абазівка
- с. Лаврики
- с. Рожаївка
- с. Соломахівка
- с. Червона Долина